# Sheut
 Sheut, Shuit o Jaibit: literalment l'ombra d'un ésser humà, o dels éssers animats, fins i tot la dels supòsits déus, necher. La transliteració del seu nom en escriptura jeroglífica és SUT, transcrit Sheut .
| Z1 | S36 | t |

| Z1 | S36 | t |

En les teories funeràries dels antics egipcis, l'ombra era considerada com una mena d'entitat espiritual, constituent de la identitat de cada persona, a causa de l'evident fet que una persona no existeix sense ombra, i l'ombra de cada persona no existeix sense aquesta, els antics egipcis conjecturar que l'ombra contenia una cosa essencial de la personalitat.
La idea que es tenia respecte a la SUT era bastant similar a la que es tenia respecte a l'anomenat Ka encara que, però, amb molts aspectes oposats a aquest, ja que mentre que al Ka predominaven els aspectes positius, en  sheut  prevalien els negatius de l'individu.
Sovint les estàtues de les persones i dels déus eren referides com el seu SUT. La sheut era representada com una petita figura d'un ésser humà, completament negra, que en aquest cas moltes vegades simbolitzava a la mort, o servint Anubis.
Per als antics egipcis els components de l'esperit humà eren: Ib, Ka, Ba, Akh, Ren i  Sheut.
 Vegeu també: 
- Ésser humà (Antic Egipte).